# Per-Ola Karlsson
Per-Ola Karlsson, född den 21 mars 1970, är en före detta basketspelare som under tio år spelade basket på elitnivå i Malbas i Malmö. Han spelade i U21-landslaget 1990. Karlsson tvingades lägga ner sin aktiva karriär på grund av en knäskada.
År 2007 korades den 217,5 centimeter långa Karlsson till "Sveriges längsta man" av Guinness rekordbok.
Karlsson är uppvuxen i Falsterbo, där en idrottslärare upptäckte hans ”talang” och uppmuntrade honom att börja med basket. Längden ligger i släkten, hans pappa är 195 centimeter, mamma 175 centimeter och hans syster är 184 centimeter.